# Leucania caelebs
Leucania caelebs là một loài bướm đêm trong họ Noctuidae.